# 김동재
김동재(金東再, 1960년 10월 31일 ~ )는 전 KBO 리그 삼성 라이온즈의 내야수였다. 삼성 라이온즈, 한화 이글스, SK 와이번스, KIA 타이거즈의 코치를 지냈으며, KIA 타이거즈의 코치로 재직하던 중 2010년 6월 21일 SK 와이번스와의 원정 경기를 마치고 난 후 자택에서 잠자리에 들었다가 뇌경색으로 쓰러진 후 치료 중이다.

## 출신 학교
- 계성초등학교(1973년)
- 경운중학교(1976년)
- 경북고등학교(1979년)
- 연세대학교 경영학과(1983년)